# Cheiracanthium mildei
Cheiracanthium mildei es una especie de araña araneomorfa del género Cheiracanthium, familia Cheiracanthiidae. Fue descrita científicamente por L. Koch en 1864.
Se alimenta de pequeños invertebrados.

## Descripción
C. mildei generalmente tiene un cuerpo de color verde pálido o tostado, con palpos y quelíceros de color marrón más oscuro. Un C. mildei adulto suele tener un tamaño corporal de 7 a 10 milímetros (0,3 a 0,4 pulgadas). Cada pata termina en garras dobles, y el par frontal es significativamente más largo (hasta dos veces el tamaño, sin embargo, es claramente más corto que en la especie C. inclusum). Los ojos tienen un tapetum lucidum que se refleja en la fuente de luz una vez encendida, lo que sugiere que las arañas tienen una visión de buena a excelente y son ágiles cazadoras de presas. Aunque esta araña puede picar a los humanos, los efectos parecen ser leves.

## Hábitat y distribución
C. mildei es nativa de Europa y el norte de África hasta Asia central. Se introduce en los Estados Unidos y partes de América del Sur. Se extendió por el noreste de los Estados Unidos y el este de Canadá, y se puede encontrar afuera o, más comúnmente, dentro de las casas.

## Ciclo de vida
La hembras de esta especie ponen entre 30 y 48 huevos. Estos son cubiertos en una capa de seda de color blanco y normalmente se encuentran en zonas protegidas.